# Stadhouderskade 95-96
Stadhouderskade 95-96 betreft een dubbel woonhuis, gelegen is aan de Stadhouderskade, de zuidoever van de Singelgracht in Amsterdam-Zuid, De Pijp.
De panden zijn bijna een spiegelbeeld van elkaar en behorende tot de onopvallendste aan de Stadhouderskade. De gebouwen bestaan uit een souterrain met drie woonetages en een zolder. De bouwstijl is terug te voeren naar het eclecticisme (van alles wat). De versieringen zijn eenvoudig gehouden, slechts onder enkele ramen zijn versieringen. Alleen de steunen van de balkons zijn overdadig uitgevoerd. In 2015 is de ondersteuning van de dakplint van nummer 95 niet aanwezig, die van gebouw nr. 96 heeft enkele versieringen.
De gebouwen zijn dan wel bijna een spiegelbeeld en zijn naast elkaar gezet, maar bij een zijdelingse blik op de gebouwen is te zien dat de hoogten van bijvoorbeeld ramen niet waterpas zijn. De beide gebouwen lijken voorts “achterover te leunen”.
De gebouwen dienen vanaf het begin tot woonhuis annex kantoor. De firma Van der Elst en Bueno, een hofleverancier in wijnen aan de Kromme Elleboogsteeg had hier in de vroege 20e eeuw haar kantoor bij vennoot Jacob Bueno de Mesquita, die al in 1887 de bovenverdieping van 95 bewoonde met zijn gezin, onder wie de latere kunstenaars Henri Bueno de Mesquita en David Bueno de Mesquita. F.J. Bueno de Mesquita, ook hier woonachtig, was in 1918 secretaris van "Hulp voor Belgische Oorlogswezen". In 1940 was op nummer 95 het secretariaat van de Rooms-Katholieke Bond voor grote gezinnen gevestigd. In de jaren dertig en veertig hield hier de in 1933 in Amsterdam afgestudeerde en Joodse arts Benjamin Nink (Arnhem 27 februari 1907 – onbekend, 30 november 1943) zijn praktijk. Hij woonde met zijn familie in de Hemonystraat, maar de familie is gedurende de Tweede Wereldoorlog vermoord in Auschwitz en Sobibór. Nink heeft wellicht nog als ziekenbroeder (Sanitäter) in Sobibor gefunctioneerd.
In gebouw nummer 96 was enige tijd Maison Ria gevestigd, een destijds in Amsterdam bekend leverancier van maatkleding in bontwerken, avondjaponnen, avondmantels etc. De kleding was voor de beter gesitueerden want men kon naast "Robes, manteaux et fourrures" ook een kopje “thé” krijgen, aldus een recensie uit september 1928.
Beide gebouwen brachten op een openbare veiling op 7 november 1977 74.000 gulden op.
Oost ·
160 ·
158 ·
157 ·
156 ·
155 ·
151-154 ·
149-150 ·
145-146 ·
142-144 ·
140-141 ·
137-139 ·
135-136 ·
130-134 ·
129 ·
128 ·
125-127 ·
123-124 ·
116-122 ·
115 ·
110-113 ·
100-101 ·
97 ·
95-96 ·
93-94 ·
92 ·
91 ·
89-90 ·
87-88 ·
86 ·
85 ·
84 ·
82-83 ·
78-79 ·
77 ·
Heineken Brouwerij ·
74 ·
72-73 ·
69-70 ·
68 ·
67 ·
65-66 ·
64 ·
62-63 ·
60-60a ·
58-59 ·
56-57 ·
Willemshuis ·
Van Nispenhuis ·
Kapel van Sint Josephs Gezellen-Vereeniging ·
54 ·
52-53 ·
47-49 ·
Carel Willinkplantsoen ·
Polderhuis ·
Ruysdaelkade 2-4 ·
Judith Leysterbrug ·
42 (Rijksmuseum) ·
40-41 ·
31-35 ·
30 ·
29 ·
Park Centraal Amsterdam ·
Stedemaagd (Vondelpark) ·
Byzantium ·
Koepelkerk ·
12 (Marriott) ·
Persilhuis ·
7 ·
5 ·
3 ·
1 ·
West